# The Last Alliance
The Last Alliance – piąty album fińskiego zespołu epicmetalowego Battlelore,wydany we wrześniu 2008 roku przez wytwórnię Napalm Records. Album składa się z dużych, epickich i atmosferycznych piosenek pełnych uczucia i bitew.
Była wypuszczona jako CD i digipack z DVD prezentującym energiczny koncert na MetalFemale Voices Fest w Wieze, Belgia 2007 roku

## Twórcy
- Kaisa Jouhki – śpiew
- Tomi Mykkänen – śpiew
- Jussi Rautio – gitara prowadząca
- Jyri Vahvanen – gitara
- Timo Honkanen – gitara basowa
- Maria – instrumenty klawiszowe, flet
- Henri Vahvanen – perkusja

## Lista utworów
1. "Third Immortal"
2. "Exile the Daystar"
3. "The Great Gathering"
4. "Guardians"
5. "Voice of the Fallen"
6. "Daughter of the Sun"
7. "Green Dragon"
8. "Awakening"
9. "Epic Dreams"
10. "Moontower"
11. "The Star of High Hope"

### Bonus DVD
1. "Ghân of the Woods"
2. "Ocean’s Elysium"
3. "Into the New World"
4. "Buccaneer’s Inn"
5. "We Are the Legions"
6. "House of Heroes"
7. "Beneath the Waves"
8. "Sons of Riddermark"